# Mese Culturale Europeo
Il Mese Culturale Europeo è un evento creato dall'Unione Europea con il fine di promuovere la cultura tra gli stati membri. È molto simile come evento alla scelta della "Capitale europea della cultura", ma dura meno tempo ed è inteso principalmente per i paesi del centro ed Est Europa. È stato lanciato per la prima volta nel 1990.
L'evento è stato momentaneamente sospeso, ma, nel caso ricominciasse in futuro, è previsto che prenda luogo solo in una città di un paese europeo membro dell'UE che, per quell'anno, non potrà presentare nessuna città candidata per essere scelta come Capitale europea della cultura.
Non dev'essere confuso con l'European Month of Culture, un'iniziativa della delegazione europea in territorio statunitense che prende atto ogni maggio dal 2013.